# Hamburgerstraat (Doetinchem)
De Hamburgerstraat is de belangrijkste winkelstraat van de Gelderse stad Doetinchem. Het is de langste winkelstraat en ze bevat enkele bekende Nederlandse winkelketens. De straat sluit aan op het Simonsplein. Het verlengde van de Hamburgerstraat is de Catharinastraat, eveneens een winkelstraat. Zijstraten van de Hamburgerstraat zijn de Hooge Molenstraat, Synagogestraat, Boliestraat en de Hoopensteeg.
Een bekend oud-warenhuis aan de Hamburgerstraat was Warenhuis Huls. Daarna was tot begin 2016 V&D in dit pand gevestigd.